# Else Sapatka-Hartmann

Else Sapatka–Hartmann, ca. 1910

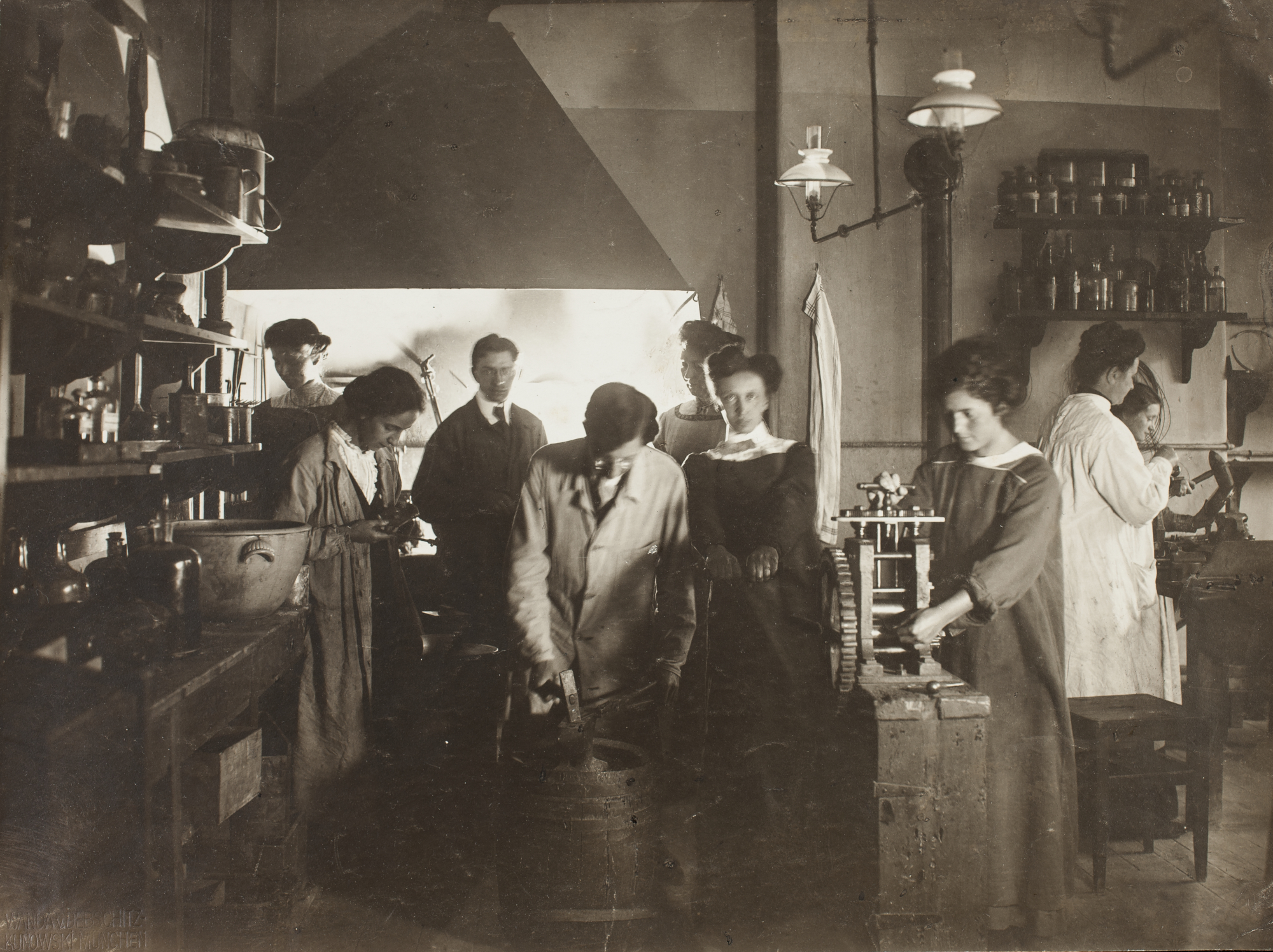
Die Metallwerkstatt der Debschitz-Schule, Fotografin: Wanda von Debschitz-Kunowski

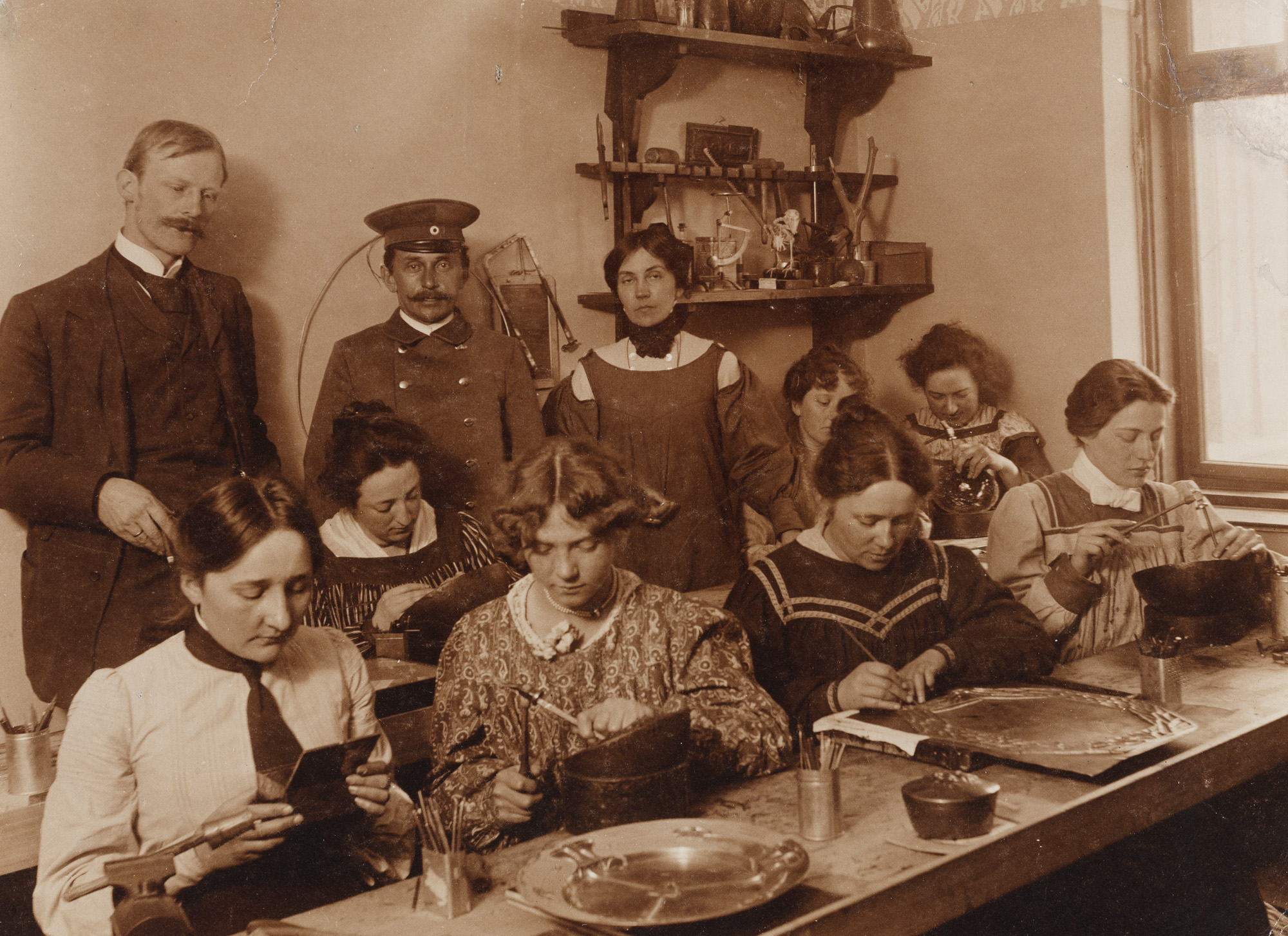
In der Metallwerkstatt der Debschitzschule, um 1903. Vor dem Regal stehend: vermutlich Else Sapatka

Else Sapatka-Hartmann (* 17. März 1872 in Allenstein, heute Olsztyn; † 21. Juli 1945 in Berlin) war eine Malerin und Kunstgewerblerin. In den ersten Jahren nach Gründung der Debschitz-Schule leitete sie die dortige Metallwerkstatt. Ihre Silberschmiedearbeiten wurden auf der Weltausstellung St. Louis 1904 ausgestellt.

## Leben
Minna Albertine Elisabeth (genannt Else, auch Elsa) Sapatka war Tochter von Julie Borkowski (1843–1883) und Ernst Albert Christof Rudolf Sapatka (* 1836). Bekannt sind Bildungsaufenthalte 1896 in Chateau-Marnand, Schweiz und 1898 in Eastbourne, Sussex, England. Ab dem Jahr 1900 hielt sich Sapatka in München auf. Sie heiratete am 28. Dezember 1903 den Kunstschriftsteller und Redakteur Alfred Georg Hartmann (* 13. April 1874, † 27. Februar 1930), der ihr 1915 das Buch Die Fahrt ins Himmelreich, ein Künstlerroman aus Holland widmete. Am 15. Mai 1904 wird in München die Tochter Ruth Sofie Else Hartmann († 28. Januar 1991 in Hythe (Kent)) und am 8. Juli 1905 die Tochter Charlotte († 10. Dezember 1906) geboren. Die Familie war bis 1908 in der Mandlstraße 1c, 2. Stock, Schwabing gemeldet und ab 1909 in der Kurfürstenstraße 117 in Berlin-Tiergarten.

## Werk
Else Sapatka arbeitete für die Vereinigten Werkstätten für Kunst im Handwerk. Im Wintersemester 1901/02 gehörte sie neben Anna Steuer aus Breslau und acht Schülern zu den ersten Besuchern der im Januar 1902 gegründeten Kunstgewerblichen Lehr- und Versuchswerkstätte in Württemberg. Ab dem 1. März 1902, kurz nach der Gründung der Debschitz-Schule, leitete sie die dortige Metallwerkstatt und vermittelte Keramikdesign. Damit übernahm sie die Lehrtätigkeit zu einer Zeit, in der ein reguläres Studium für Frauen in den meisten deutschsprachigen Ländern noch beschränkt war. Gemäß den Zielen der Schule wurde in den Werkstätten neben der Gestaltungstheorie auch deren entwerferische Umsetzung vermittelt. Die Studierenden nutzten in der Metallwerkstatt edle und halbedle Materialien (u. a. Silber, Bronze, Kupfer) und wurden in den Techniken Gravieren, Gießen, Treiben, Patinieren, Ätzen und Emaillieren ausgebildet. Es wurden Objekte wie Behältnisse, Leuchten und Schmuck entwickelt.
Auf der Ersten Ausstellung für Kunst im Handwerk 1901 präsentierte Else Sapatka eigene Metallarbeiten und gemeinsam mit Paul Haustein geflammte Emaillearbeiten. Mit einem Becher aus Silber war sie 1902 auf der Ersten internationalen Ausstellung für moderne dekorative Kunst in Turin vertreten.
Bei der Weltausstellung 1904 in St. Louis stellte Sapatka ein Schmuckkästchen in Ahornholz mit versilbertem Beschlag, eine Mantelschließe und ein Armband, einen Teller in Kupfer getrieben, ein Lorgnon in Silber und Email, Serviettenringe, Becher, Silberne Flaschenkorken und in Bronze gefasste Silbervasen aus. Sie wurde für die Gesamtausstellung der Vereinigten Werkstätten für Kunst im Handwerk, München gemeinsam mit Markus Behmer, Eugen Berner, Theodor von Gosen, Paul Haustein, Meta Honigmann, Ludwig Kindler und Richard Riemerschmid mit einer Goldmedaille ausgezeichnet. Als Einzelkünstlerin erhielt sie für ihre Metallarbeiten eine Bronzemedaille. Else Hartmann-Sapatka nahm 1905 an der Ausstellung für angewandte Kunst, München mit Emailvasen und einem getriebenen Becher teil. Ebenfalls 1905 beteiligte sie sich an der Frauenkunst-Ausstellung im Mährischen Gewerbe-Museum in Brünn.
Der Nachlass der Künstlerin befindet sich im Besitz der Familie in Großbritannien. Dazu gehören auch Entwürfe zu einem Hudi genannten Kinderbuch sowie Briefe zu ihrer Tätigkeit als Autorin unter dem Pseudonym Else Alberts.

## Werke (Auswahl)
- 1901 Serviettenring und Becher in Silber getrieben[18]
- 1901 Ziervase[19]
- 1902 Silberner Becher[20]
- 1903 Schale in Silber und Platte in Kupfer[21]
- 1912 Portrait Ruth Sapatka-Hartmann in olivfarben gepolstertem Lehnsessel, Ölgemälde[22]
- 1915 Figurenstaffierter Hauseingang mit Durchblick in den Garten, Ölgemälde[23]